# Kathrine Narducci
Kathrine Anna-Maria Narducci  ( pronúncia italiana: [narˈduttʃi] ;  22 de novembro de 1965) é uma atriz americana, conhecida por seu papel como Charmaine Bucco, esposa de Artie Bucco, na série de drama policial da HBO, The Sopranos (1999–2007). Seus créditos cinematográficos incluem A Bronx Tale (1993), Chicago Overcoat (2009), Jersey Boys (2014), Bad Education (2019), The Irishman (2019) e Capone (2020).

## Biografia
Narducci nasceu em uma família ítalo-americana no harlem italiano, na cidade de Nova York.  Seu pai, Nicky Narducci, dono de um bar e figura local da máfia no East Harlem, foi morto em um ataque relacionado à máfia em frente ao seu bar quando Kathrine tinha dez anos.

## Carreira
A carreira de atriz de Narducci começou em 1993, quando ela levou seu filho de 9 anos para um teste aberto para o papel de um menino de 9 anos em A Bronx Tale. Enquanto fazia o teste com seu filho, Narducci fez o teste com sucesso para o papel da mãe do protagonista do filme. Nos anos seguintes, ela fez várias aparições em programas de televisão, incluindo Law & Order, Law & Order: Special Victims Unit, NYPD Blue, Third Watch e Blue Bloods. Em 1999, ela foi escalada como Charmaine Bucco, esposa de Artie Bucco, na série de drama policial da HBO, The Sopranos, um papel que ela desempenhou até o final da série em 2007.

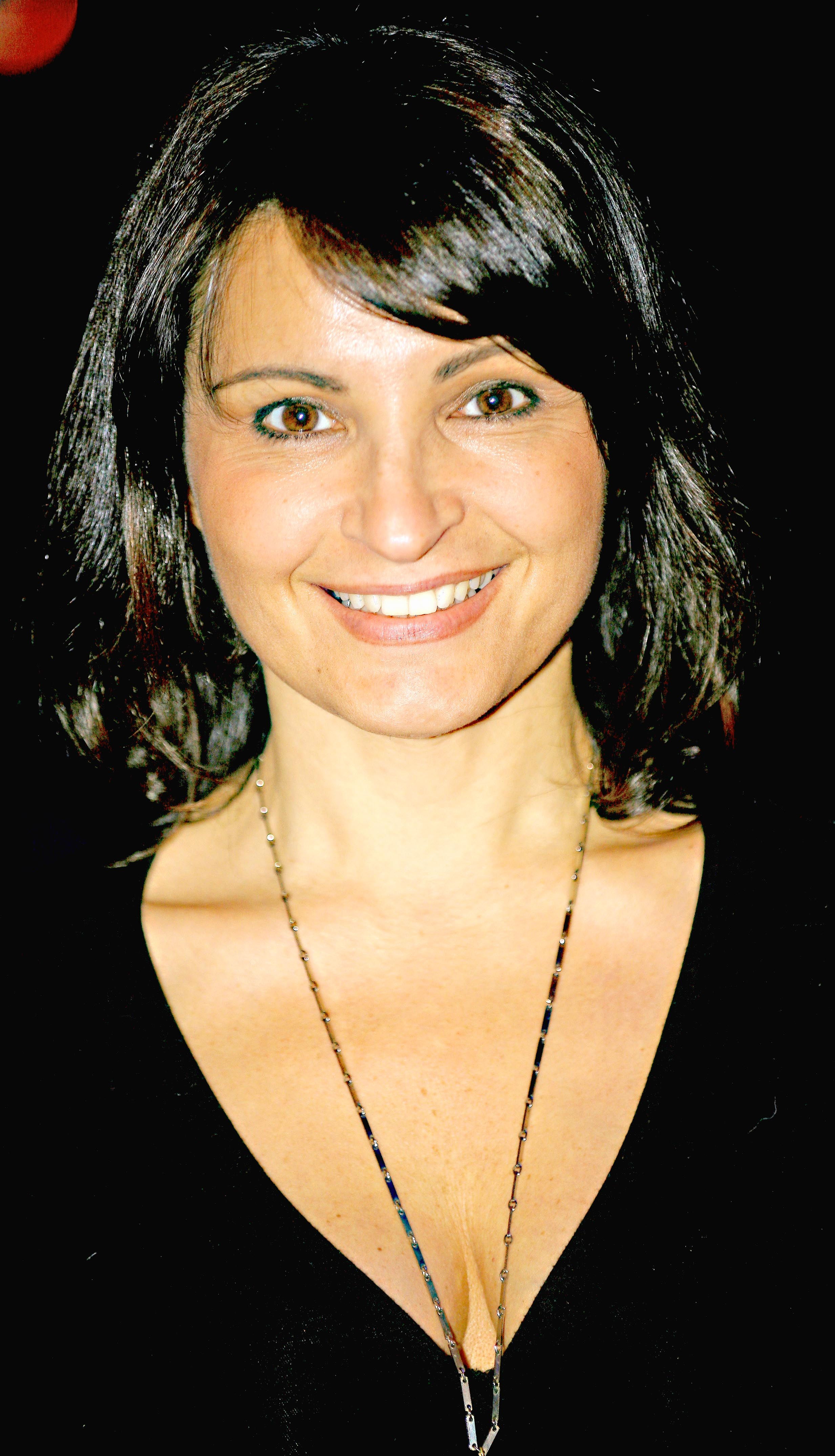
Narducci em 2007

Em 2009, ela estrelou o filme de gangster Chicago Overcoat. Em 2014, ela desempenhou um papel coadjuvante em Jersey Boys de Clint Eastwood. Também naquele ano, ela foi membro regular do elenco da série policial Power, da Starz. Nos anos seguintes, ela teve papéis coadjuvantes nos filmes The Wizard of Lies (2017), Bad Education (2019), The Irishman (2019) e Capone (2020). Em 2019, ela começou um papel recorrente na série Godfather of Harlem, da Epix. Em 2022, Narducci foi escalada como Anna Genovese, a segunda esposa do mafioso Vito Genovese, no filme The Alto Knights, dirigido por Barry Levinson.

### Filmes
| Ano  | Titulo                   | Papel             | Notas |
| ---- | ------------------------ | ----------------- | ----- |
| 1993 | A Bronx Tale             | Rosina Anello     |       |
| 1994 | Miracle on 34th Street   | mãe               |       |
| 1998 | Cuisine américaine       | Bridget           |       |
| 1998 | Pishadoo                 | Felicia           |       |
| 1999 | A Whole New Day          | Carol             |       |
| 2000 | Two Family House         | Estelle Visalo    |       |
| 2007 | Slice                    | Marie Leone       |       |
| 2007 | Made in Brooklyn         | Anna Sciacca      |       |
| 2009 | Blue                     | Brenda Marshall   |       |
| 2009 | The Deported             | Cynthia           |       |
| 2009 | Chicago Overcoat         | Lorraine Lionello |       |
| 2010 | Ink                      | Luna              |       |
| 2010 | Group Sex                | Frannie           |       |
| 2011 | The Last Gamble          | Kathrine          |       |
| 2012 | To Redemption            | Joanne Reed       |       |
| 2014 | Jersey Boys              | Mary Rinaldi      |       |
| 2014 | Zarra's Law              | Laura             |       |
| 2016 | Blue: The American Dream | Brenda Marshall   |       |
| 2017 | Lost Cat Corona          | Nora              |       |
| 2017 | Toute La Vie             | Henri             |       |
| 2017 | Bricklayer's Poet        | Luna              |       |
| 2018 | Cruise                   | Mama Fortunato    |       |
| 2018 | First We Take Brooklyn   | Gale              |       |
| 2018 | American Dresser         | Mary              |       |
| 2019 | 79 Parts: Director's Cut | Aunt Josefina     |       |
| 2019 | Bad Education            | Sharon Katz       |       |
| 2019 | The Irishman             | Carrie Bufalino   |       |
| 2020 | Capone                   | Rosie             |       |
| 2020 | Two Ways to Go West      | Faith             |       |
| 2021 | Love is Love             | Sam               |       |
| 2022 | 69 Parts                 | Aunt              |       |
| 2025 | The Alto Knights         | Anna Genovese     |       |

### Televisão
| Ano       | Titulo                            | Papel                         | Notas                                                                      |
| --------- | --------------------------------- | ----------------------------- | -------------------------------------------------------------------------- |
| 1994      | Law & Order                       | Louisa D'Angelo               | Episódio: "Mayhem"                                                         |
| 1995      | NYPD Blue                         | Angela Biaggi                 | Episódio: "One Big Happy Family"                                           |
| 1997      | Law & Order                       | Mrs. Marsh                    | Episódio: "Menace"                                                         |
| 1997      | Dellaventura                      | Celeste Roberti               | Episódio:: "With a Vengeance"                                              |
| 1998      | Law & Order                       | Vicky Grant                   | Episódio: "Faccia a Faccia"                                                |
| 1998      | Witness to the Mob                | Linda Milito                  |                                                                            |
| 1999–2002 | Third Watch                       | Jayme Mankowicz               | Papel Recorrente                                                           |
| 1999–2007 | The Sopranos                      | Charmaine Bucco               | Papael Coadjuvante (Temporadas 1 & 3–6)                                    |
| 2004      | NYPD Blue                         | Ann Marie Fusco               | Episódio: "Peeler? I Hardly Knew Her"                                      |
| 2004      | Wild Card                         | Maria Antonello               | Episódio:: "Bada Bing, Bada Busiek"                                        |
| 2005      | Without a Trace                   | Nurse                         | Episódio: "4.0"                                                            |
| 2006      | Cold Case                         | Brenda                        | Episódio: "The War at Home"                                                |
| 2007      | Top Chef                          | Herself                       | Episódio: "Seven"                                                          |
| 2008      | In Plain Sight                    | Felicia Santoro/Felicia Amato | Episódio: "Pilot"                                                          |
| 2008      | Law & Order: Special Victims Unit | Adrianna Vidal                | Episódio:: "Babes"                                                         |
| 2011      | Workaholics                       | Maria                         | Papel Recorrente                                                           |
| 2011      | Hung                              | Bernice                       | Episódio:: "A Monkey Named Simian or Frances Is Not a Fan"                 |
| 2012      | Celebrity Ghost Stories           | Herself                       | Episódio: "Billy Dee Williams/Jenna Morasca/Dee Wallace/Kathrine Narducci" |
| 2014–15   | Power                             | Frankie Lavarro               | Papel Principal                                                            |
| 2015      | Blue Bloods                       | Anna Bianco                   | Episódio: "Love Stories"                                                   |
| 2016      | Major Crimes                      | Kate Kotero                   | Episódio: "Cashed Out"                                                     |
| 2017      | The Wizard of Lies                | Eleanor Squillari             | Papel Recorrente                                                           |
| 2019–23   | Godfather of Harlem               | Olympia Gigante               | Papel Recorrente                                                           |
| 2022      | Euphoria                          | Avó de Fezco                  | Episódio: "Trying to Get to Heaven Before They Close the Door"             |

## Ligações Externas
- Kathrine Narducci. no IMDb.
- Charmaine Bucco on HBO.com